# Брачный союз
Брак (производное от глагола брать), или бра́чный сою́з, супру́жество — один из старейших общественных институтов, который упорядочивает межличностные и сексуальные отношения, признаваемый обществом союз между супругами с целью создания семьи, который порождает взаимные права и обязанности брачной пары.
Конкретные принципы регулирования брака зависят от исторической эпохи, стадии социального развития, преобладания определённых религиозных верований и культурных стереотипов. Существовали разнообразные виды обычаев и обрядов, связанных с подготовкой и заключением брака. При этом в истории человечества было несколько главных видов брака. К их числу относились моногамия, исторически понимавшаяся как брак между одним мужчиной и одной женщиной, и полигамия, включающая в себя полигинию (многожёнство) и полиандрию (многомужество). Самым распространённым видом брака как в традиционном, так и в современном типе общества являлась моногамия, которая получила в различное время в разных культурах правовое (светское) и церковное (священное) узаконение. До утверждения христианства многожёнство было допустимо у многих народов мира, а в Новое и Новейшее время полигиния была свойственна в основном мусульманским государствам, в которых её масштабы также сокращались. Многомужество у народов мира всегда было достаточно редким. В XXI веке в странах Запада распространились однополые браки.
В традиционном обществе выбор супругов обычно контролировался их родственниками. Взаимные права и обязанности брачных партнёров регламентировались обычаем и устанавливались в ходе помолвки в результате договора между родственниками супругов. Часто брачные отношения между двумя коллективами приводили ко взаимному обмену женщинами. В случае взаимного обмена женщинами между тремя и более коллективами образовывался кольцевой коннубиум (кольцевой брак). В качестве компенсации семье жены со стороны семьи мужа выступал брачный выкуп или отработка за супругу. Участие родственников в выборе будущего брачного партнёра и материальные условия заключения брака (в позднее время в большей степени утвердилась форма приданого со стороны семьи жены) воспроизводились во все времена вплоть до современного времени у всех народов.
С древних времён практически универсальным правилом, которое ограничивало выбор супругов, выступало запрещение брака между близкими родственниками и в пределах одной родственной группы — экзогамия (заключение брака за пределами определённой общественной группы), которая в более крупных коллективах может сочетаться с эндогамией (заключение брака в пределах определённой общественной группы). К традиционным принципам, которые регулировали подбор супругов, относились обязательный или предпочтительный левират (обычай, который предписывал брак вдовы с братом её умершего мужа, иногда — с другими родственниками, в порядке близости к мужу), сорорат (обычай, который предписывал брак вдовца с сестрой его умершей жены), кузенный брак (брак между двоюродными или троюродными братом и сестрой).

## Виды брака по отношению к законодательству

### По правовым последствиям
- Гражданский брак — брак, оформленный в соответствующих органах государственной власти без участия церкви или других религиозных организаций. В РФ и некоторых других странах единственно возможный вид брака, на который распространяется гражданское право. Не следует путать с незарегистрированным браком, который в просторечии часто ошибочно называется гражданским.
- Церковный брак — освящённый церковью брак. Во многих странах имеет юридическую силу, в некоторых является единственной легальной формой брака. Другие государства (в том числе и Россия) в настоящее время не признают юридической силы церковного брака. В православии, протестантизме и в католицизме бракосочетание является одним из таинств — Венчанием. Никах — брак по законам ислама, и в этом браке часто разрешено многожёнство.
- Фактический брак (в российском праве — «сожительство») или незарегистрированный брак (также фактические брачные отношения, бракоподобные отношения), часто нетерминологически называемый «гражданским» — отношения между партнёрами, не оформленные в установленном законом порядке. Даже при ведении общего хозяйства и/или наличии общих детей (см. гражданский брак) признаётся не всеми религиозными направлениями. В СССР юридически признавался в 1926—1944 годы. Согласно ныне действующему Семейному кодексу РФ, незарегистрированное совместное проживание мужчины и женщины не порождает брачных прав и обязанностей, хотя права детей, рождённых в браке, не отличаются от прав детей, рождённых вне брака (более того, у вторых в некотором смысле даже больше прав: в случае смерти одного из родителей второй, брак с которым не был зарегистрирован, не имеет прав на наследство по закону, и детям соответственно причитается бо́льшая доля). Законодательством некоторых стран признаётся на правах конкубината.
- Гражданские партнёрства и союзы, существующие во многих западных странах, не являются браком, но представляют собой промежуточную форму между зарегистрированным и фактическим браком (сожительством). Гражданские партнёры, как правило, имеют некоторый перечень прав и обязанностей по отношению друг к другу, но их правовой статус не уравнен с супругами. Гражданские партнёрства обычно доступны как разнополым, так и однополым парам, либо только однополым, в этом случае они являются параллельной для обычного гетеросексуального брака формой регистрации отношений.

### Особые формы брака
- Полигамия — форма брака, допускающая одновременный брачный союз сразу нескольких супругов.
  - Полигиния (многожёнство) — одновременное состояние мужчины в браке с несколькими женщинами. Обычно такой брак заключается мужчиной с каждой из женщин отдельно, причём возможны ограничения. В шариате есть ограничение на количество жён — не более четырёх. Все остальные жительницы гарема жёнами не считаются, однако у них есть определённые гарантии (от хозяина гарема) признания ребёнка в случае его рождения. В современном мире многожёнство официально разрешено в нескольких десятках государств мусульманского мира и некоторых немусульманских странах Африки (например, ЮАР)[4].
  - Полиандрия (многомужество) — одновременное состояние женщины в браке с несколькими мужчинами. Встречается редко, например, у народов Тибета, Гавайских островов. Следы полиандрии замечены в «Махабхарате» (5+1: Драупади была женой всех братьев Пандавов).
  - Групповой брак — брак, состоящий одновременно из нескольких мужей и жён.
- Временный брак — в отдельных странах законодательство признаёт его юридическую силу. Продолжительность определяется соглашением сторон и устанавливается в брачном договоре. Одновременно устанавливается размер выкупа, который супруг передаёт жене в таком браке. По истечении срока, на который он был заключён, брак и всякие правовые отношения между супругами считаются прекратившимися[5]. Существует в некоторых мусульманских странах, например, в Египте.
- Однополый брак — брак между лицами одного пола. Первой страной мира, легализовавшей в 2001 году однополые браки, стали Нидерланды . По состоянию на май 2023 года однополые пары могут заключать брак в 34 странах мира.

## Виды брака по цели заключения
- Брак по любви — это союз двух лиц, основанный на взаимной любви, привязанности, влечении и обязательствах. Хотя данный термин несколько отличается в Западном понимании, где все брачные союзы рассматриваются как «браки по любви», он где-то имеет значение, характеризующее понятие брака, которое отличается от «браков по договорённости» и «браков по принуждению». Будучи вытесненным на заре Средневековья, институт брака по любви возродился относительно недавно, с XVI в. в Европе, когда странствующие трубадуры романтизировали запрещённые в то время браки по любви, которые самостоятельно и в тайне устраивались между отлучёнными сужеными вне церкви. До этого долгое время господствовало создание брака с благословения духовенства или церкви. Родители могли давать благословение от имени церкви или духовенства. В зависимости от культуры, браки по любви могут быть непопулярными и неодобряемыми. Понятие «брака по любви» на Востоке (Юго-восточная Азия) отличается от понятия «брака по любви» на Западе. Если на Западе брак по любви является предпочтительным по сравнению с браком по договорённости (с браком по расчёту, например), то на Востоке, традиционно — наоборот. Браки по любви считались родовым позором, хотя современный американизированный Восток ныне рассматривает браки по любви обычным явлением[6]. Как отмечает профессор Георгий Дерлугьян, ранее «во всём мире семья была, прежде всего, социально-экономической ячейкой. Крестьянин без семьи просто не мог нормально прожить. И уж тем более женщина». Ко второй половине XX века он относит время, когда «оказалось, что женщина способна зарабатывать и прокормить себя сама. Она реально смогла себе позволить уйти от мужа, если он пьяница и никчёмный человек, и в одиночку воспитывать ребёнка. Люди получили возможность добиваться, чтобы их семейная жизнь строилась на любви. Раньше, конечно, тоже предполагалось, что хорошо бы жениться и выходить замуж по любви, но это были лишь романтические мечты. На практике любовь и брак были совершенно разными вещами и часто даже не пересекались»[7].
- Брак по расчёту — это брачный союз, заключаемый не по причинам отношений, семьи или любви. Вместо этого такой союз устраивается ради личной выгоды или других видов стратегических целей, таких, как политический брак, например. Фраза заимствована от французской  mariage de convenance  — брак по приемлемости. Метафорическое использование фразы. Термин «брак по расчёту» является также обобщением любого партнёрства между группами или отдельными лицами за их обоюдный (порой не легитимный) интерес, или между группами или отдельными лицами, сотрудничество которых при обычном раскладе считалось бы неприемлемым. Примерами могут служить «правительство национального единства» Израиля, существовавшее в 1980-е годы, или в Великобритании времён Второй мировой войны. Точнее говоря, сожительство относится к политической ситуации, которая может возникнуть в странах с полупрезидентской системой (особенно во Франции), где президент и премьер-министр принадлежат к противоположным политическим блокам.
  - Брак по заданию — брак, заключённый агентами спецслужб по заданию руководства. Цель такого брака — прикрытие нелегальной деятельности в стране пребывания. Брак по заданию широко применялся в разведслужбах СССР и применяется до сих пор российской разведкой[8]. Брак по заданию не исключает рождения детей, что, по мнению комментаторов, может представлять для последних большие психологические проблемы[9].
- Брак по принуждению — Женитьба по принуждению. (карикатура «Молла Насреддин» начала XX века) это термин, применяемый для описания брачного союза, в котором одна или обе стороны женились без его или её согласия или против его или её воли при содействии их родителей или третьей стороны (свата) при подборе супруга, хотя разница между последними двумя может быть незначительной. Практика браков по принуждению была весьма распространённой среди высшего класса в Европе до XX в., и она до сих пор встречается в некоторых частях Юго-Восточной Азии, Ближнем Востоке, Африке. Браки по принуждению на Западе устраиваются, в основном, для выходцев из этих стран. Почти во всех браках невеста (реже жених) становится супругой не добровольно. ООН видит браки по принуждению как форму нарушения прав человека, поскольку они не соответствуют принципу свободы и независимости человека. Римская католическая церковь полагает, что основание для вынесения решения брака недействительным является вполне веским — для действительности брака обе стороны должны дать своё согласие свободно, без нажима со стороны. Исторически брак по принуждению устраивался для того, чтобы требовать от пленника (раба или военнопленного) слиться с обществом пребывания и принять свою судьбу. Одним из примеров служит английский кузнец Джон Р. Джевитт (англ. John R. Jewitt), который провёл три года в качестве пленника среди индейцев племени нутка на Тихоокеанском Северо-западном побережье в 1802—1805 гг. Его заставили жениться по решению совета вождей, считающих, что жена и семейная жизнь могут примирить его остаться на всю жизнь с теми, кто его взял в плен. Перед Джевиттом предстал выбор между согласием на брак по принуждению и смертной казнью для него и его «отца» (второго товарища, вместе с которым Джевитт попал в плен). «Доведённый до такой крайности, со смертью с одной стороны и брачным союзом с другой стороны, я посчитал, что лучшим выходом будет выбрать меньшее из двух зол»[10].
  - Компенсационный брак — также известный под другими именами, такими как ванни, свара, или сань чатти — это традиционная практика браков по принуждению девушек для решения межплеменных распрей в некоторых частях Пакистана и Афганистана. Хотя данная практика является запрещённой в Пакистане, она всё ещё широко применяется в провинции Хайбер-Пахтунхва.
- Брак по незапланированной беременности — это вид брака по принуждению в случае незапланированной беременности. Некоторые религии и культуры видят в данном случае обязанность человека жениться, на основании того, что внебрачные связи являются греховными[11]. Фраза «брак по залёту» является разговорным выражением, русская этимология которого не установлена, также фраза является аналогом американской фразы «браком под дулом дробовика» (англ. shotgun marriage), гиперболически описывающей сценарий, в котором отец беременной девушки прибегает к применению силы (угрожая дробовиком, например) для того, чтобы заставить парня, ставшего причиной беременности девушки, пройти через это, даже иногда проводя до алтаря парня во избежание его побега. Применение силы для насильственного получения согласия жениться в США не является больше законным, хотя в анекдотах и прочем фольклоре встречаются записи подобных примеров запугивания в XVIII и XIX веках. Целью подобного брака является взятие ответственности за ребёнка его отцом как гарантия того, что ребёнок будет воспитываться обоими родителями, и гарантия того, что у матери будет материальная поддержка. В некоторых случаях главной целью является восстановление чести матери в глазах общества. Браки по беременности становятся менее позорными, ассоциирующимися с внебрачным рождением ребёнка, поскольку количество таких браков растёт, с одной стороны, а с другой стороны растущие возможности предохранения и абортов уменьшают необходимость в предоставлении матерям-одиночкам пособия.
- Фиктивный брак — притворная регистрация брака без намерения обеих сторон или одной из них создать семью. Фиктивный брак может заключаться по разным мотивам: получение гражданства, политического убежища, жилища, наследования имущества, получение пенсии, другие корыстные и иные цели. Доказанное отсутствие намерения создать семью в России является основанием для признания брака недействительным. Одним из примеров фиктивных браков служат «лавандовые браки» — браки между геем и лесбиянкой или между геем и гетеросексуальной женщиной, служащие для прикрытия гомосексуальной ориентации.
- Политический брак — брак, заключённый из соображений политической выгоды. В прошлые века к таким бракам прибегали монархи некоторых стран для укрепления дружеских отношений между их государствами.
  - Династический брак — брак между членами правящих династий. В некоторых государствах монархам прямо не допускалось вступать в брак с представителями более низкого происхождения, но в большинстве случаев подобные союзы заключались исходя из политических интересов или сложившихся традиций
- «Белый брак» — брак, вступая в который, супруги сознательно отказываются от сексуальных отношений, преследуя исключительно духовные цели. Получил некоторое распространение, в частности, в кругах духовно ищущей творческой интеллигенции России рубежа XIX—XX веков. Иногда рассматривался как особая форма сожительства «монашествующих в миру», благословлялся некоторыми священниками в период преследования верующих (включая монашествующих) в 20—30-х годах XX века.
- Брак по договорённости — это практика, в которой кто-то, кроме самой пары, делает подбор жениха или невесты, тем временем укорачивая или вовсе опуская процесс ухаживания. Подобные браки глубоко укоренились в королевских или аристократических семьях по всему миру. На сегодняшний день браки по договорённости широко распространены в Южной Азии (Индия, Пакистан, Бангладеш, Шри-Ланка)[12], в Африке, на Ближнем Востоке и Юго-восточной Азии и Восточной Азии до определённой степени[13]. Другие сообщества, практикующие данный обряд, — это Церковь Объединения и ортодоксальные евреи. Данный вид бракосочетания не следует путать с браками по принуждению, в котором некто силой заставляет жениться на нём или ней. Браки по договорённости встречаются в индийской, традиционной европейской и африканской культурах, особенно среди знати, и обычно устраиваются по решению родителей или старших членов семьи. Подбор может осуществляться родителями, сватом, брачным агентством или доверенной третьей стороной. Во многих сообществах священники или духовные лидеры, так же, как и родственники или семейные друзья, играют важную роль в сватовстве. Браки по договорённости варьируются как по характеру, так и по длительности встреч от первого свидания до помолвки. При браке по договорённости, ограниченным лишь знакомством, родители знакомят их сына или дочь с потенциальным женихом или невестой. С этого момента дети вправе завязывать отношения и сделать выбор. Установленного времени как такового, не существует. Это явление распространено в сельских местностях Северной Америки, Южной Америки и особенно в Индии и Пакистане. Подобное встречается в Корее и в Японии. Такой тип браков по договорённости часто встречается в Иране под названием хастегары. Данный не ограниченный временем процесс требует значительно большего мужества со стороны родителей, а также со стороны будущего жениха или невесты, по сравнению с браком по договорённости с установленным лимитом времени. Мужчины и женщины боятся позора и эмоциональной травмы, которую можно получить от возможного отказа, и поэтому избегают процесса ухаживаний. В некоторых случаях будущий брачный партнёр может подбираться самими детьми, а не родителями или сватом. В подобных случаях родители должны дать несогласие на подбор и не разрешить браку состояться, или дать согласие на подбор и согласиться на проведение женитьбы. Подобные случаи отличаются от браков по любви, поскольку процесс ухаживания укорочен или вовсе отсутствует, а родители обладают прерогативой дать несогласие на подбор. Браки по договорённости популярны в Южной Корее.

## Смежные термины
- Свадьба — торжественная церемония заключения брака.
- Гостевой брак — зарегистрированный брак, при котором супруги не ведут совместного хозяйства, живут раздельно, иногда в разных городах.
- Посмертный брак — брак, заключённый «задним числом» после смерти одного из супругов.
- Мезальянс — брак между людьми разных сословий или классов, между людьми, сильно отличающимися по имущественному или социальному положению. Морганатический брак — разновидность мезальянса, в результате которого лицо низшего социального положения не повышает его. В настоящее время это понятие сохранилось в династических регламентах и законах ряда стран.
- Групповой брак — в соответствии со взглядами ряда учёных (например, Льюиса Моргана[14] и Фридриха Энгельса[15], некоторых советских этнологов) исторически первая форма брака, при которой в брачные отношения вступали два рода людей, а не отдельные люди. Каждый человек из одного рода мог своевольно находиться в свободных от обязательств половых отношениях с одним (или несколькими одновременно) представителями противоположного пола из второго рода, но не своего, внутриродовые карались смертью. Имущественные отношения при этом регулировались внутриродово, отношения детопроизодства — межродово. Также в обиходе групповым браком (M+N) часто называют сожительство нескольких женщин (N) с несколькими мужчинами (M).
- Виртуальный брак — ненастоящий брак, заключённый и существующий лишь в Интернете.
- Левират — брачный обычай, разрешающий вдове выходить замуж только за ближайших родственников мужа (например братьев)
- Сорорат — возможность вступать в брак одновременно с несколькими родными или двоюродными сёстрами жены.
- Обменный брак — брак, заключаемый одновременно между двумя парами сиблингов.

## Брак в истории
Первой известной формой брака был групповой дуально-родовой брак в первобытном обществе. При нём члены одной из двух групп рода, входивших в дуальную организацию, имели право вступать в половые связи исключительно с представителями другой группы дуальной организации (экзогамия). При этом для каждого конкретного члена рода обязанность вступать в половые отношения только с членом другого рода являлось лишь указанием на круг лиц, внутри которого он имел право искать половых партнёров. Вступление в половые отношения лиц, принадлежавших к разным родам дуальной организации, не давало им никаких прав друг на друга и не накладывало на них никаких обязанностей, поэтому их индивидуальные отношения браком не являлись, а браком была лишь связь между родами.
Естественным кормильцем человека была его мать — вначале она его вскармливала своим молоком, затем вообще брала на себя обязанность обеспечивать его пищей и всем нужным для жизни. Эту пищу должны были добывать на охоте мужчины — братья матери, принадлежавшие к её роду. Так стали образовываться ячейки, состоявшие из нескольких братьев, нескольких сестёр и детей последних (см. также статью Гостевой брак). Они жили в общинных жилищах.
Лишь затем возникла парная семья — образование постоянных пар на более или менее продолжительный срок. Она превратилась в моногамную семью — пожизненное единобрачие отдельных пар.
Моногамные отношения закрепились благодаря усилению конкуренции мужчин за женщин детородного возраста из-за общего увеличения продолжительности жизни; при этом детородный возраст женщин остался ограниченным, а у мужчин — увеличился вместе с продолжительностью жизни. Стратегия по охране постоянной партнёрши, по мнению некоторых антропологов, оказалась наиболее выигрышной.
На протяжении длительного времени во многих обществах браки устраивались родителями и родственниками старшего поколения, с целью не вызвать любовь, а из прагматических соображений; романтика при этом была чем-то тем, что происходило незаметно вне брака, как, например, тайные встречи. Как пишет в своей Большой Истории профессор Д. Кристиан, с начала XVIII века мировое движение общества может быть охарактеризовано как «расширение прав и возможностей личности», что приводит к эмансипации женщин и равенству отдельных лиц, и эти изменения оказали глубокое влияние на отношения между полами. Родительское влияние уменьшилось. Во многих обществах люди смогли решать — сами за себя — должны ли они вступить в брак, с кем они должны вступить в брак, и когда они должны вступить в брак.
Устрѣлъ бяхъ лва на пути и разбойника на распутьи, обоего сего убѣжах, а злы жены не могох убѣжати.«Слова о добрых и злых жёнах»
В середине XX века появление контроля над рождаемостью, а также безопасных процедур аборта значительно изменило баланс сил и уменьшило значение брака как средства удовлетворения сексуальных побуждений. Сформировались новые типы отношений, что позволило людям жить вместе без необходимости оформлять брак, без необходимости иметь детей, без необходимости иметь материальные обязательства по отношению к партнёру.

## Брак и дети
Образование длительно существующих пар (или бо́льших групп особей) возникает у тех живых существ, детёныши которых после появления на свет длительно нуждаются в заботе и уходе, которые не может предоставить только один родитель, связанный также необходимостью добывать средства к существованию. Кроме людей, это, например, птенцовые птицы. У тех живых существ, у которых детёныши после появления на свет уже достаточно развиты, чтобы самостоятельно искать корм и питаться, длительно устойчивых семейных пар не образуется, пример — выводковые птицы.
Брак изначально был создан как социальный институт, зачастую имеющий религиозную форму, для регламентации вопросов, связанных с созданием и функционированием семьи, в том числе вопросов, связанных с детьми. Именно в связи с появлением парного брака, как считается, появилась возможность фиксации отцовства. Впоследствии отсутствие такой фиксации в традиционных обществах приводило к тому, что внебрачные дети были ущемлены в правах по отношению к «законным» (рождённым в браке) детям. В ряде стран брачное законодательство, по-прежнему, и сегодня ещё дифференцирует права детей, рождённых в браке или вне брака. Однако правовые системы многих стран обеспечивают защиту ребёнка независимо от того, был ли он рождён в браке или нет, поэтому многие пары создают семьи, не заключая браков.
В России у внебрачных детей сохраняются те же права, что и у рождённых в браке, если их признают оба родителя. Однако при отказе отца признавать внебрачного ребёнка своим отцовство зачастую приходится специально доказывать в суде. Что интересно, семейное законодательство в России формально сильно ограничивает права родителей на распоряжение детскими правами, запрещая отказ законного представителя ребёнка от принадлежащих ему прав и собственности.
Во многих странах для усыновления сироты требуется состоять в браке, одиноким усыновлять детей не разрешается.
Государства нашего времени часто поддерживают семью в качестве «ячейки общества». Это связано с тем, что именно семья выполняет основную работу по воспитанию детей. Несмотря на то, что в ряде стран (включая Россию) эта поддержка мала, она существует, невзирая на финансовые трудности, поскольку востребована обществом. Многодетные семьи получают дополнительную поддержку.
В то же время многие пары создаются без цели рождения детей. Многие гетеросексуальные пары добровольно отказываются от детей (чайлдфри) или не могут иметь детей по причине бесплодия, или в силу возраста. Кроме того, существуют также однополые пары и трансгендерные люди, которые во многих странах также сегодня могут вступать в брак.

## Религиозное понимание брака
В «Теогонии» (другое назв. «Богосмешение») Ферекида Зевс вступил в брак с Хтонией, которая «получила имя Геи, так как Зевс дал ей Землю в качестве свадебного подарка». Зевс создал землю и океан, вышивая их на свадебном покрывале (в те времена существовал обычай: невеста обменивала своё свадебное покрывало на покрывало, вышитое её женихом): «„Желая, чтобы совершился брак с тобой, я этим чту тебя. Ты же будь довольна мною и будь мне соучастницей“. Говорят, что это семейное празднество встречи жениха и невесты случилось впервые. Отсюда же возник соответствующий закон для людей и богов. Она же отвечала, приняв благостно покрывало…». В передаче Прокла: «Зевс, намереваясь быть демиургом, превратился в Эроса: создав космос из противоположностей, он привёл его к согласию и любви и посеял во всём тождественность и единение, пронизывающее универсум».

### В иудаизме
Иудаизм рассматривает брак как наиболее желательный статус человека и видит в нём социальную институцию, созданную Богом во времена творения. Согласно Библии, целью брака являются взаимопомощь между мужчиной и женщиной (Быт. 2:18), их плотская близость (Быт. 2:24) и продление и увеличение рода человеческого (Быт. 1:28). Хотя в библейские времена в высших слоях общества и была распространена полигамия (см., например, Суд. 8:30; II Сам. 5:13; I Ц. 11:3; II Хр. 11:21), многочисленные упоминания одной жены позволяют полагать, что моногамия была основной формой брака (см., например, Пс. 128:3; Пр. 12:4, 18:22, 19:14, особенно 31:10-31). Неоднократно встречаемое в книгах пророков метафорическое сравнение отношений Бога и Израиля (или Иерусалима) с отношениями между женихом и невестой (Ис. 61:10, 62:5) или мужем и женой (Иех. 16; Хош. 2) также имело в своей основе моногамный брак, ибо лишь ему могла быть уподоблена связь между Богом и единственным избранным Им народом.

### В христианстве
Христианство полагает брак богоучреждённым пожизненным союзом мужчины и женщины. Так, Иисус Христос, отвечая (Мф 19.4-6) на вопросы о допустимости развода, цитирует Быт 1.27 и Быт 2.24, после чего утверждает принцип нерасторжимости брака:
Он сказал им в ответ: не читали ли вы, что Сотворивший вначале мужчину и женщину сотворил их? И сказал: посему оставит человек отца и мать и прилепится к жене своей, и будут два одною плотью, так что они уже не двое, но одна плоть. Итак, что Бог сочетал, того человек да не разлучает.
В Священном Писании Христос говорит о Себе как о женихе (Мф. 9. 15; 25. 1-13; Лк. 12. 35-36), а помазанные духом соправители Иисуса Христа изображаются в качестве Его жены и невесты (Еф. 5. 24; Откр. 21. 9).

### В исламе
Брачные отношения в исламе основаны на принципах гласности (тайнобрачие трактуется как распутство), добровольности и обязательности уплаты мужем подарка (махр). Согласие на брак со стороны законного опекуна (вали) девушки обязательно.

### В буддизме
Нарушение супружеской верности является нарушением одного из принципов Учения.
В то же время брак как таковой является исключительно светским.

## Брачный возраст
Возраст, с которого человек получает право вступать в брак самостоятельно, а также с родительского или иного согласия, зависит от страны и может быть разным для девушек и юношей. До недавнего времени брачный возраст для девушек во многих странах был ниже, чем для юношей, но теперь во многих местах повышен до возраста юношей для соблюдения гендерного равенства. Возраст и другие необходимые для вступления в брак условия в разных странах варьируются, но, как правило, устанавливается с восемнадцати лет. В большинстве стран разрешается вступление в брак в возрасте, ранее установленного, с согласия родителей или судебного одобрения, в некоторых странах также позволяют молодым людям жениться, если девушка беременна. Во многих развивающихся странах официальные предписания уровня брачного возраста являются всего лишь руководящими принципами. В некоторых обществах брак с лицом (как правило, с девушкой) в возрасте до 18 лет рассматривается как детский брак.
Когда брачный возраст ниже по религиозному праву, чем по закону страны, то преобладает закон государства. Тем не менее некоторые религиозные общины не принимают верховенство государственного права в этом вопросе, что может приводить к бракам в детском возрасте или бракам по принуждению.

### Разница в возрасте между супругами
Согласно официальной статистики, в 2016 году средний возраст вступления в брак в Российской Федерации для всех браков был 31,5 лет для мужчин и 27,6 для женщин, таким образом средняя разница в возрасте для всех пар составила 3,9 года. Для первых браков средний возраст вступления в брак был 27,8 лет для мужчин и 24,6 для женщин, то есть средняя разница в возрасте для первых браков составила 3.2 года в 2016 году.
Разница возрасте между супругами для первых браков в России сопоставима с данными других развитых стран, например в США эта разница составила 2,2 года в 2015, в Германии — 2,5 лет, во Франции — 2,2 года. Наибольшая разница наблюдалась в Сенегале — 9 лет, а наименьшая в Туркменистане — 1,3 года.
| Разница в возрасте             | Процент всех пар |
| ------------------------------ | ---------------- |
| Муж 20+ лет старше чем жена    | 1.0              |
| Муж 15-19 лет старше чем жена  | 1.6              |
| Муж 10-14 лет старше чем жена  | 5.0              |
| Муж 6-9 лет старше чем жена    | 11.2             |
| Муж 4-5 лет старше чем жена    | 12.8             |
| Муж 2-3 лет старше чем жена    | 19.6             |
| Муж и жена в пределах 1 года   | 33.9             |
| Жена 2-3 года старше чем муж   | 6.9              |
| Жена 4-5 года старше чем муж   | 3.4              |
| Жена 6-9 года старше чем муж   | 2.8              |
| Жена 10-14 года старше чем муж | 1.0              |
| Жена 15-19 года старше чем муж | 0.3              |
| Жена 20+ года старше чем муж   | 0.4              |

Данные в Австралии и Великобритании имеют похожие параметры.

## Готовность молодёжи к браку
Психологический словарь трактует психологическую готовность к браку как систему психологических характеристик субъекта, обеспечивающих успешное вступление в брак. Она включает в себя:
физиологическую готовность к браку (способность к репродуктивной функции);
общеличностную готовность (необходимый уровень психического развития — психологическая зрелость).
Этой проблемой занимались Борман Р., Шилле Г., Т. В. Андреева, И. В. Гребенников и В. А. Сысенко.
И. В. Гребенников пишет о том, что вступление в брак означает создание семьи и порождает новые права и обязанности по отношению друг к другу и к будущим детям.
Супруги имеют равные права и обязанности: совместно воспитывают детей, по обоюдному согласию решают все вопросы семейной жизни. Они имеют равные права владения, пользования и распоряжения имуществом, нажитым во время брака, во взаимном материальном содержании друг друга. Супруги свободны в выборе занятий, профессии и места жительства.
Т. В. Андреева, И. В. Гребенников и В. А. Сысенко выделяют три основные ступени готовности молодёжи к браку:
1. Физическая зрелость. Принято считать, что наступление брачного возраста означает завершение физического развития человека. И действительно, его рост, масса тела, окружность грудной клетки, мышцы по своим размерам приближаются к их размерам у взрослого человека. 
 В юношеском возрасте завершается пубертатный период, то есть период полового созревания. Физиологи считают его одним из наиболее ответственных в жизни человека. Это означает способность молодых людей к зачатию ребёнка без ущерба для своего здоровья, а для девушки ещё и способность выносить и родить здорового ребёнка. Конечно, половая зрелость — одна из важнейших основ супружества. Но половая зрелость ещё не показатель социальной и психологической готовности к браку. Не означает она и готовности к гармоничной сексуальной жизни в браке. А ведь необходима ещё и этическая, и экономическая готовность к семейной жизни, не обойтись и без овладения азбукой воспитания детей, самовоспитания. Поэтому непросто определить, кто из восемнадцатилетних уже социально и морально готов к браку, а кто ещё смотрит на взрослую жизнь глазами ребёнка.
2. Социальная зрелость. Среди принятых в обществе показателей социальной готовности к созданию семьи авторы перечисляют следующие: завершение образования, приобретение профессии или продолжение получения высшего образования, начало самостоятельной трудовой деятельности. С этим неразрывно связана социально-экономическая готовность к браку, суть которой состоит в возможности молодых людей самостоятельно материально обеспечить себя и свою семью. Однако часть молодых людей становятся экономически независимыми от родительской семьи в 18-19 лет, а другая часть ещё пять-семь лет пользуется материальной помощью родителей. Это противоречие — серьёзное препятствие на пути упрочнения брачных союзов. Социальная готовность к браку включает осознание молодыми людьми того, что они берут на себя ответственность друг за друга, за семью, за детей.
3. Этико-психологическая готовность к браку. Ключевой предпосылкой гармонии супружества и прочности семьи является этико-психологическая готовность вступающих в брак. Она включает очень многие факторы, которые взаимодействуют между собой. Юношу или девушку нельзя считать подготовленными к браку, если у них не сформирован идеал современной семьи, если они не имеют ясного представления о том, зачем вступают в брак, чего ждут от семьи, какие семейные отношения хотят построить, какие обязанности на них налагает супружество, родительство. Будущие супруги должны быть готовы к тому, чтобы сознательными совместными усилиями создать благоприятные условия для жизни семьи, для каждого её члена.

С семьёй человек, как правило, связывает своё стремление быть счастливым. На отношения между супругами, на характер семейной жизни определённое влияние оказывают мотивы вступления в брак. Осознание их — важный показатель этико-психологической готовности к семейной жизни.

## Популярность института брака в обществе
По мнению психотерапевта Александра Полеева, «семья как таковая становится всё менее и менее популярной формой жизни, формой отношений мужчины и женщины. Место семьи довольно быстро, прямо на наших глазах, занимают другие формы отношений: гостевые, экстратерриториальные, парциальные, договорные и некоторые другие».
Как показывает статистика, процент людей, проживающих в незарегистрированном или фактическом браке, растёт по всему миру, и не имеет чёткой зависимости от уровня жизни в данной стране, а процент взрослых людей, состоящих в традиционном браке, соответственно, падает. Например, ещё в 1960 году примерно 5 % детей в США рождалось у незамужних женщин, но уже в 1980 году эта цифра достигла 18 %, а в 2009 году 41 %, — то есть рост почти в 8 раз за 50 лет. В Европе процент фактических браков также неуклонно растёт на протяжении последних десятилетий. По данным Евростата, в 2011 году 37,3 % всех родов в 27 странах ЕС были внебрачными. Большинство детей родилось вне брака в Исландии (64,3 %), Эстонии (59,7 %), Словении (56,8 %), Болгарии (56 %), Норвегии (55 %), Швеции (54,2 %) и Франции (55 %). Другими европейскими странами с высоким уровнем внебрачной рождаемости являются Бельгия (49 %), Дания (48,6 %), Великобритания (46,9 %), Латвия (43,7 %), Нидерланды (43,3 %), Венгрия (42,2 %), Чехия (41,8 %), Финляндия (40,8 %), Австрия (40,4 %), Словакия (34 %), Германия (33,5 %). Чуть ниже доля внебрачных рождений в Греции (8,1 %) и на Кипре (15,2 %). В России почти каждый третий ребёнок (30 %) в 2010 году родился вне брака.
Однако лидерами по внебрачным отношениям являются страны Латинской Америки, несмотря на высокую долю религиозных католиков в этих странах. По данным ООН, в 1998 году от 55 % до 74 % детей в латинских странах рождены вне брака, и это там стало скорее нормой, чем исключением. Так, доля детей, рождённых вне брака: в Мексике составляла 41,5 %, в Чили — 43,6 %, в Пуэрто-Рико — 45,8 %, в Коста-Рике — 48,2 %, в Аргентина — 52,7 %, в Белизе — 58,1 %, в Сальвадоре — 73 %, в Панаме — 80 %.

## Брачные аферы и мошенничество
Обещание брака может являться элементом мошенничества, однако:

«Действия лица, добившегося согласия женщины на вступление в половое сношение или совершение действий сексуального характера путём обмана или злоупотребления доверием (например, заведомо ложного обещания вступить с ней в брак), не могут рассматриваться как преступления против половой неприкосновенности и половой свободы личности».— Постановление Пленума Верховного Суда Российской Федерации от 15 июня 2004 г. N 11 г. Москва «О судебной практике по делам о преступлениях, предусмотренных статьями 131 и 132 Уголовного кодекса Российской Федерации».
В то же время, хотя в браке по расчёту основная цель — завладение имуществом или иными благами супруга, этот вид брака как мошенничество не рассматривается и никак не регламентирован с точки зрения закона.

## Расторжение брака
В светских государствах, к которым принадлежит и Россия, а также в ряде конфессий допускается расторжение брачного союза (развод) — на различных основаниях. В России при согласии обоих супругов, не имеющих общих детей, развод возможен в органах ЗАГС. В случае, если один из супругов против развода, а также при наличии общих несовершеннолетних детей (даже при обоюдном согласии разводящихся), развод производится через суд. Муж не имеет права без согласия жены возбуждать дело о расторжении брака во время беременности жены и в течение года после рождения ребёнка.
В разных религиозных системах процедура расторжения брака может быть как намного сложнее, чем в РФ, так и намного проще. Скажем, расторжение католического брака почти невозможно, а в мусульманском праве мужу для развода достаточно произнести специальную фразу. Тем не менее, даже эта простота ограничена другими установлениями.
В России ежегодно вступают в брак чуть более 1 миллиона пар, при этом около 700 тысяч семей подают на развод.

### Имущественная сторона
Законодательство всех стран регулирует имущественные отношения супругов, особенно на случай развода или смерти одного из супругов. В России законодательством о браке и семье установлено, что имущество, нажитое во время брака, если иное не записано в брачном контракте, является совместной собственностью супругов, вне зависимости от соотношения их доходов. При разводе это имущество разделяется поровну. В случае спора раздел общего имущества супругов, а также определение долей супругов в этом имуществе производится в судебном порядке.
В различных странах существует различное регулирование этого вопроса. Так, в Древнем Риме супруги обычно держали своё имущество раздельно — при разводе жена не могла претендовать на имущество мужа, а муж не мог претендовать на имущество жены.

## В законодательстве государств

### Россия
В России регистрация брака проводится в специализированном государственном органе — органе записи актов гражданского состояния (при которых, как правило, существуют специализированные помещения (Дворцы бракосочетания и т. п.), где мероприятию регистрации брака придаётся торжественная форма). Согласно Семейному кодексу Российской Федерации, брак заключается при персональном присутствии лиц, желающих его заключить, по истечении месяца со дня подачи ими заявления (указанный срок может быть, по ряду обстоятельств, как увеличен — не более, чем на месяц, так и сокращён — вплоть до регистрации в день подачи заявления).
В России брак — добровольный союз мужчины и женщины, в котором супруги полностью равноправны (см. ч. 3 ст. 1 СК РФ и ч. 1 ст. 12 СК РФ). Признаётся только брак, заключённый в государственных органах записи актов гражданского состояния (ЗАГСах), а также брак, совершённый по религиозным обрядам до образования или восстановления советских органов ЗАГСа. В СССР до 1944 года к зарегистрированному приравнивался так называемый незарегистрированный фактический брак.
По Семейному кодексу РФ выделяются нижеследующие юридически значимые признаки брака:
- Брак — это добровольный союз. Для заключения брака необходимо свободно и добровольно выраженное взаимное согласие лиц, вступающих в брак.
- Брак — это союз мужчины и женщины, поскольку в Российской Федерации признаётся и охраняется государством союз только между мужчиной и женщиной.
- Брак — это равноправный союз, что предполагает наличие равных прав и обязанностей у каждого из супругов в браке.
- Брак — это союз, заключённый с соблюдением определённых правил, установленных законом. Оформление брака должным образом является доказательством вступления граждан в брачную общность, которую государство берёт под свою защиту.

Условием заключения брака являются:
- добровольное согласие лиц, желающих заключить брак;
- достижение лицами, желающими заключить брак, брачного возраста (по общему правилу — восемнадцать лет, но можно заключить брак в возрасте от 16 до 18 лет, при наличии согласия органов местного самоуправления, а также возраст может быть снижен в случае, если субъектом РФ будет принят закон о снижении брачного возраста, семейное законодательство РФ не устанавливает предел, до какого можно снижать брачный возраст, поэтому у каждого субъекта свои НПА по этому поводу).

В России не допускается заключение брака (ст. 14 СК РФ и комментарии к нему):
- если одно из лиц уже состоит в зарегистрированном браке;
- между близкими родственниками (родителями и детьми, дедушкой, бабушкой и внуками, полнородными и неполнородными братьями и сёстрами);
- между усыновителями и усыновлёнными: с усыновителем с другим усыновителем одной семьи, с усыновителем с усыновлённым;
- если хотя бы одно лицо признано судом недееспособным вследствие психического расстройства.

#### Споры о легализации многожёнства в России
От депутатов местных парламентов и религиозных деятелей ряда субъектов РФ исходила инициатива о признании многожёнства на законодательном уровне. В частности, попытки легализации полигамии были в Башкортостане, Чечне и Татарстане. Однако ни в одном из регионов предложения политиков так и не были одобрены. Но, несмотря на это, в некоторых российских семьях (преимущественно мусульманских) мужчины имеют сразу нескольких жён, хотя подобные браки не являются официальными.

#### Особенности регистрации заключения брака с иностранными гражданами
Указом Президиума Верховного Совета СССР от 15 февраля 1947 г. «О воспрещении браков между гражданами СССР и иностранцами» браки граждан СССР с иностранными гражданами вообще не допускались. Этот указ был отменён в 1953 г., но на протяжении длительного времени в РСФСР фактически не допускалось и применение норм иностранного семейного права. Так, согласно ст. 161 Кодекса о браке и семье РСФСР, при заключении на территории РСФСР браков советских граждан с иностранными гражданами и браков иностранных граждан между собой разрешалось использовать только советское семейное законодательство.
В настоящее время, в соответствии с ч. 1 ст. 156 СК РФ, форма и порядок заключения брака на территории Российской Федерации, независимо от гражданства лиц, вступающих в брак, определяются законодательством Российской Федерации.
Согласно ч. 2 ст. 156 СК РФ, условия заключения брака с иностранными гражданами на территории Российской Федерации определяются для каждого из лиц, вступающих в брак, законодательством государства, гражданином которого лицо является в момент заключения брака, с соблюдением требований статьи 14 СК РФ в отношении обстоятельств, препятствующих заключению брака. Из этого следует, что при заключении брака иностранные граждане не связаны необходимостью достижения брачного возраста в восемнадцать лет, предусмотренного ст. 12 СК РФ, если по закону их государства допускается заключение брака в более раннем возрасте, чем в Российской Федерации (например, 15-летняя француженка и 16-летняя британка или австралийка может вступить в брак с гражданином Российской Федерации без получения какого-либо специального разрешения на вступление в брак). С другой стороны, для них может существовать обязанность соблюдения условий заключения брака, не предусмотренных СК РФ, но закреплённых их национальным законодательством (например, получение разрешения на брак соответствующего компетентного органа своего государства).
Иностранный гражданин при подаче на территории Российской Федерации заявления о вступлении в брак должен представить справку, выданную компетентным государственным органом или консульством (посольством) государства, гражданином которого он является, подтверждающую, что он в браке не состоит, и легализованную в соответствующем консульском учреждении, если иное не вытекает из международных договоров (ст. 13 Закона об актах гражданского состояния РФ).

#### Признание браков, заключённых за рубежом
Согласно ч. 1 ст. 158 СК РФ, браки между гражданами России и браки между гражданами РФ и иностранными гражданами или лицами без гражданства, заключённые за пределами России с соблюдением законодательства того государства, на территории которого они заключены, признаются действительными на территории Российской Федерации, если отсутствуют обстоятельства, предусмотренные ст. 14 СК РФ.
Браки между иностранными гражданами, заключённые за пределами России с соблюдением законодательства того государства, на территории которого они были заключены, признаются действительными в России (ч. 2 ст. 158 СК РФ).
В то же время, согласно ст. 167 СК РФ, нормы иностранного семейного права не применяются в случае, если такое применение противоречило бы основам правопорядка (публичному порядку) Российской Федерации. В этом случае применяется законодательство Российской Федерации.